# Băcia, Hunedoara
Băcia (în maghiară Bácsi, în germană Schäfersdorf) este satul de reședință al comunei cu același nume din județul Hunedoara, Transilvania, România.

## Așezare
Localitatea Băcia este situată pe Drumul Național 66, la jumătatea distanței dintre orașele Simeria și Călan, pe partea stângă a râului Strei, la poalele estice ale munților Poiana Ruscă și cele nordice ale Munților Sebeșului.

## Istoric
Localitatea Băcia a fost atestată documentar începand cu anul 1332, la început sub forma Bachi, apoi, în 1404, sub forma Baach.
După Marea Unire de la 1918 satul Băcia a fost arondat la Plasa Deva, urmând ca după reforma administrativă din anul 1968 să aparțină comunei Băcia.

### Descoperiri arheologice
- Topor din bronz de tip Corbasca(descoperire făcută în anul 1966)
- Topor de cupru cu brațele în cruce.

#### Vestigii de epoca romană
În punctul Palota, situat între clădirea școlii și Canalul Streiului, s-au identificat resturile unor construcții romane care atestă prezenta unei așezări rurale, tot de aici provine și o stela funerara.

#### Descoperiri monetare
Pe teritoriul localității s-a descoperit un tezaur monetar format din 14 denari romani republicani.

## Monumente istorice
- Biserica „Sfântul Mare Mucenic Gheorghe” (secolul XVIII)

## Personalități
- Petru Groza (1884-1958), politician comunist, prim ministru al României
- Francisc Bartok (1937-1987), pictor

## Imagini

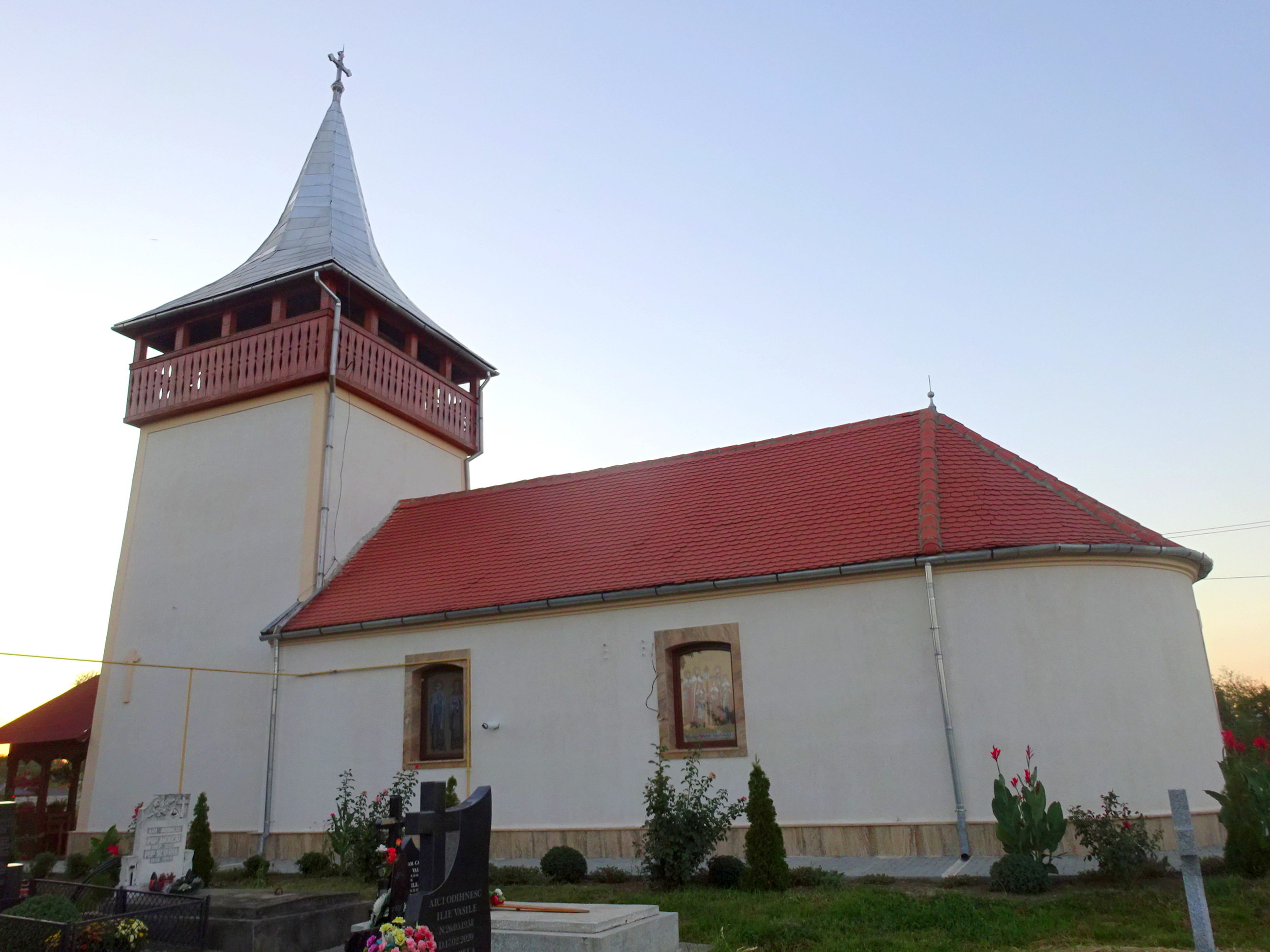
Biserica Sfântul Mare Mucenic Gheorghe din Băcia (monument istoric)
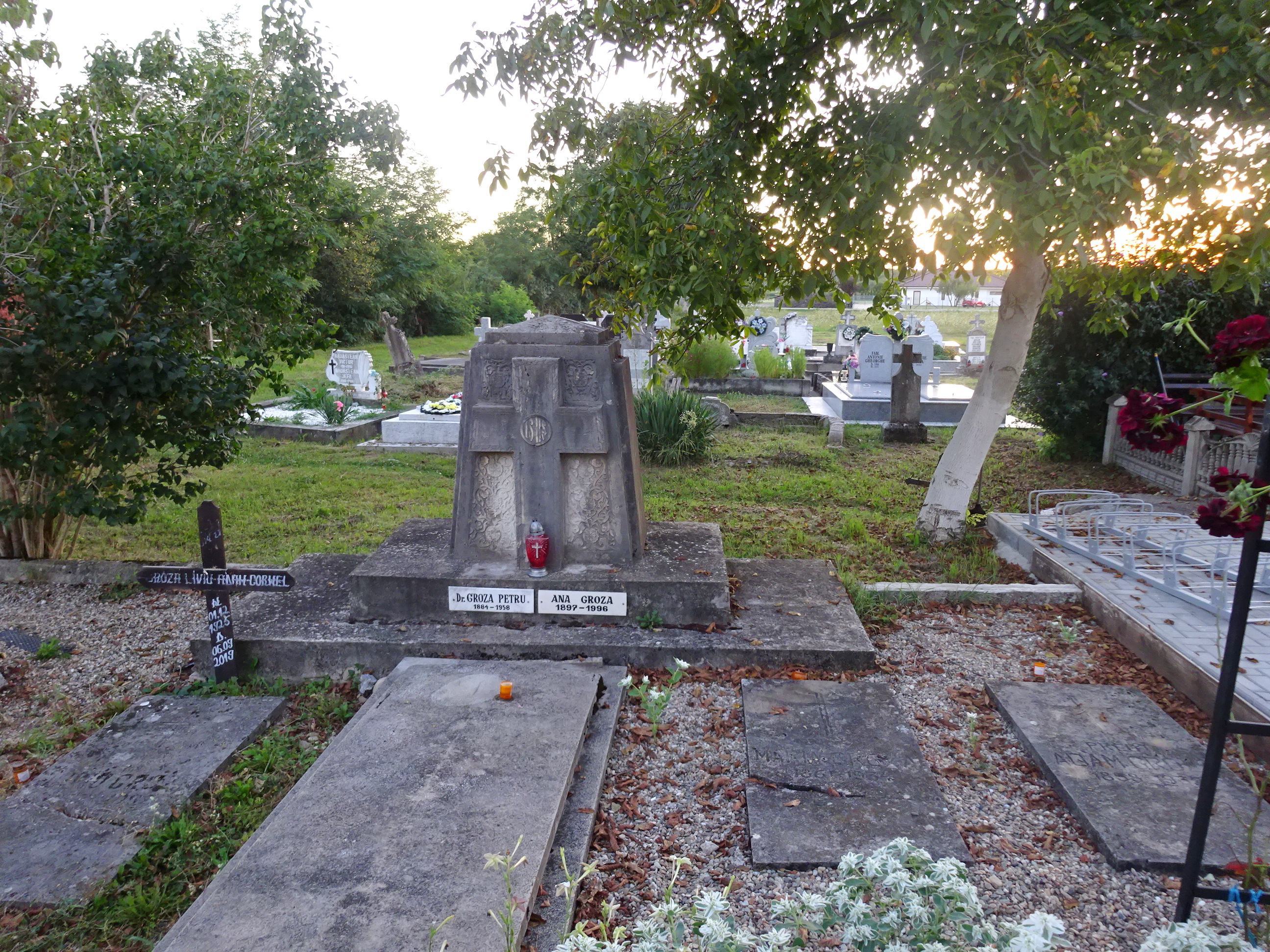
Mormântul lui Petru Groza
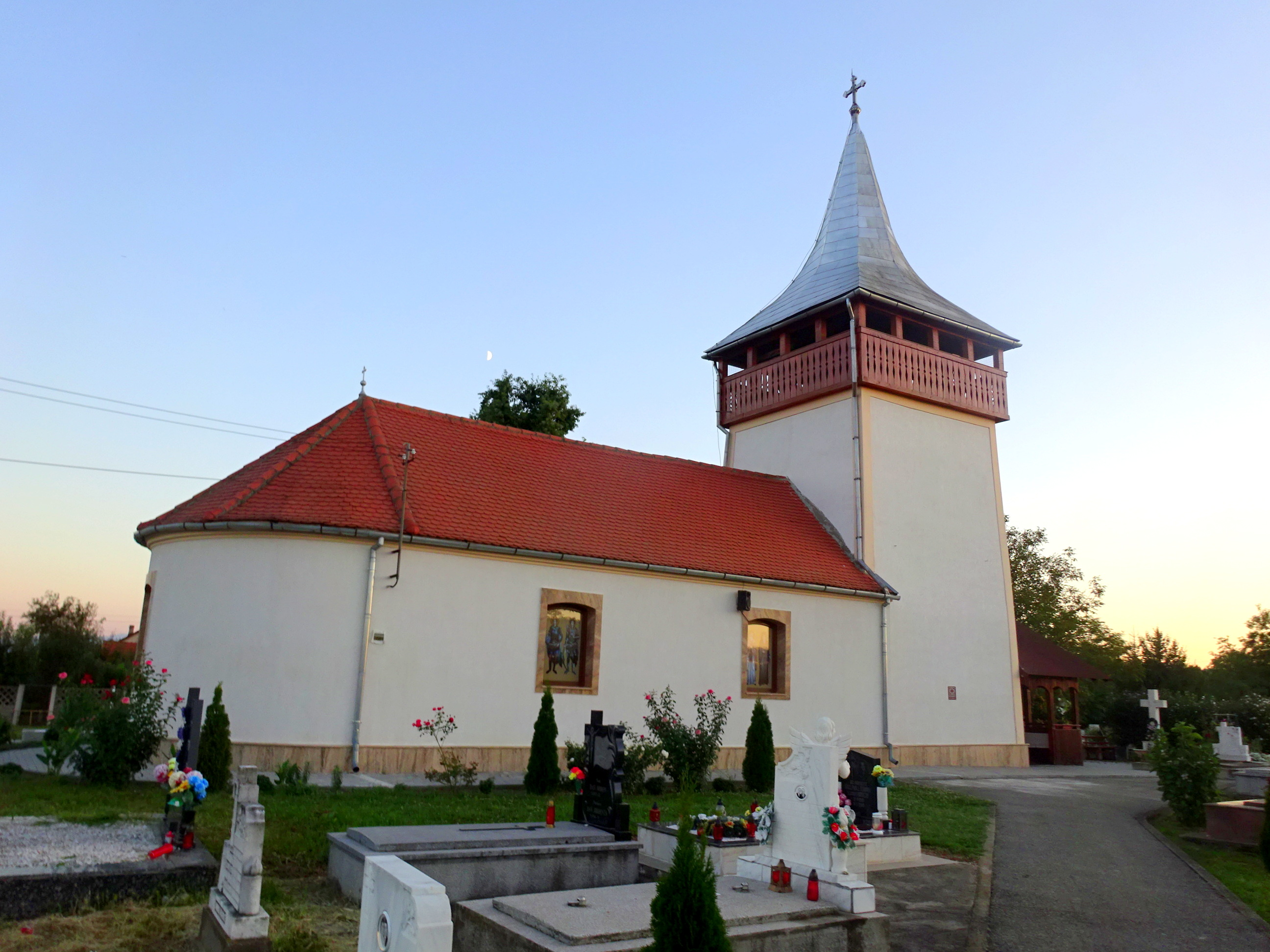
Biserica Sfântul Mare Mucenic Gheorghe din Băcia (monument istoric)